# Eleições parlamentares no Afeganistão em 2010
As eleições parlamentares afegãs de 2010 para eleger membros do Wolesi Jirga, a câmara baixa do parlamento bicameral afegão, realizaram-se em 18 de setembro, em clima de grande tensão e em meio a ataques de grupos armados taliban, que fizeram várias vítimas, em sua maioria civis. Os resultados finais não devem ser conhecidos antes de outubro. A Comissão Eleitoral Independente do Afeganistão - estabelecida em conformidade com o artigo 156 da Constituição do Afeganistão, com a finalidade de organizar e supervisionar todas as eleições no país - adiou a votação originalmente prevista para  22 de maio de 2010, embora um novo adiamento tivesse sido sugerido. 

## Antecedentes
O atual presidente afegão Hamid Karzai foi eleito em 2004 e reeleito, em 2009, embora o resultado das eleições de 2009 tenha sido muito contestado. Naquela ocasião, Karzai obtivera inicialmente cerca de 54% dos votos no primeiro turno, mas constatou-se a ocorrência de fraude, o que provocou a anulação de grande quantidade de votos apurados. Afinal, descobriu-se que Karzai havia conseguido, de fato, cerca de 49% dos votos. Um segundo turno seria realizado, mas Abdullah Abdullah, que havia recebido 30% dos votos no primeiro turno, retirou-se do certame, considerando que nada havia sido feito para evitar que novas fraudes acontecessesm. 

## Campanha
O período de campanha foi iniciado em 23 de junho de 2010, durando até 16 de setembro. Em 23 de junho, a lista de candidatos foi publicada: 2.577 candidatos se inscreveram, 405 dos quais eram mulheres.
Em 7 de julho, a Comissão de Reclamações Eleitorais Electoral Complaint Commission anunciou que 36 candidatostinham sido desqualificados por terem ligações com milícias ilegais. Mas, segundo os críticos, "a rede só pegou a arraia-miúda  enquanto os tubarões  continuavam rondando". Sima Samar, presidente da Comissão Independente Afegã de Direitos Humanos, disse temia que houvesse criminosos de guerra entre os candidatos.

## Resultados
Desde a abertura das urnas, os ataques se multiplicam, geralmente com tiros de foguetes.  Cerca de 20 pessoas já foram mortas e dezenas de outras foram feridas em diferentes regiões do país. A taxa de participação na eleição foi de 40% - 10 pontos percentuais a mais do que na eleição presidencial de 2009, mas 10 pontos a menos que nas legislativas de 2005. A taxa também foi bem mais baixa que na eleição presidencial de  2004, quando chegou a 70%. Tal redução teria sido decorrente das ameaças e dos ataques contra os locais de votação, mas também da crença geral de que novas fraudes venham a ocorrer. 